# Chris Mayotte
Chris Mayotte (Springfield, 16 settembre 1957) è un ex tennista statunitense.
È il fratello maggiore di Tim a sua volta tennista professionista.

## Carriera
Ottiene i risultati migliori in singolare nel 1980, in quella stagione avanza fino alla semifinale di Lagos e Bogotà e raggiunge l'85ª posizione mondiale.
L'anno successivo si avventura fino al terzo turno degli US Open, dove viene sconfitto da Roscoe Tanner, e conquista tre titoli nel doppio maschile con altrettanti diversi compagni.
Gioca un'ultima semifinale ad inizio 1982, ad Auckland dove si arrende in due set a Tim Wilkison, e due anni dopo annuncia il ritiro dall'agonismo.

## Statistiche

### Doppio

#### Vittorie (3)
| Numero | Anno | Torneo                    | Superficie | Compagno      | Avversari in finale           | Punteggio     |
| 1.     | 1981 | San Juan Open, San Juan   | Cemento    | Tim Mayotte   | Tim Gullikson Eliot Teltscher | 6–4, 7–6      |
| 2.     | 1981 | Napa Open, Napa           | Cemento    | Richard Meyer | Tracy Delatte John Hayes      | 6–3, 3–6, 7–6 |
| 3.     | 1981 | Hong Kong Open, Hong Kong | Cemento    | Chris Dunk    | Martin Davis Brad Drewett     | 6–4, 7–6      |